# Молвино (река)
Молвино — река в Ульяновской и Самарской областях России.

## География и гидрология
Молвино — правобережный приток реки Тукшумка, её устье находится в 15 километрах от устья Тукшумки. Общая протяжённость реки Молвино 18 километров.

## Данные водного реестра
По данным государственного водного реестра России относится к Нижневолжскому бассейновому округу, водохозяйственный участок реки — Куйбышевского водохранилища от посёлка городского типа Камское Устье до Куйбышевского гидроузла, без реки Большой Черемшан. Речной бассейн реки — Волга от верхнего Куйбышевского водохранилища до впадения в Каспий.